# The Stronger Love
The Stronger Love is een Amerikaanse dramafilm uit 1916 onder regie van Frank Lloyd.

## Verhaal
Nell Serviss is een mooi, jong meisje uit de bergen. Ze is verloofd met Jim Serviss, de leider van hun gemeenschap. Ze maakt kennis met een vreemdeling en wordt verliefd op hem. De vreemdeling is in de bergen om radium te zoeken in de rotsen. Wanneer er een boerderij in brand wordt gestoken, wordt de vreemdeling valselijk beschuldigd. Nell zegt dat ze met hem wil  trouwen, zodat niemand hem kan doden. Uiteindelijk zit ze Jim achterna om hem te vertellen dat ze loog en in feite samen wil zijn met hem.

## Rolverdeling
| Acteur            | Personage       |
| ----------------- | --------------- |
| Vivian Martin     | Nell Serviss    |
| Edward Peil sr.   | Jim Serviss     |
| Frank Lloyd       | Tom Serviss     |
| Jack Livingston   | Rolf Rutherford |
| Alice Knowland    | Jane Rutherford |
| Herbert Standing  | Oriel Kincaid   |
| John McKinnon     | Peter Kincaid   |
| Louise Emmons     | Weduwe Serviss  |
| William Jefferson |                 |